# Winthemia subpicera
Winthemia subpicera là một loài ruồi trong họ Tachinidae.